# Southern African Large Telescope

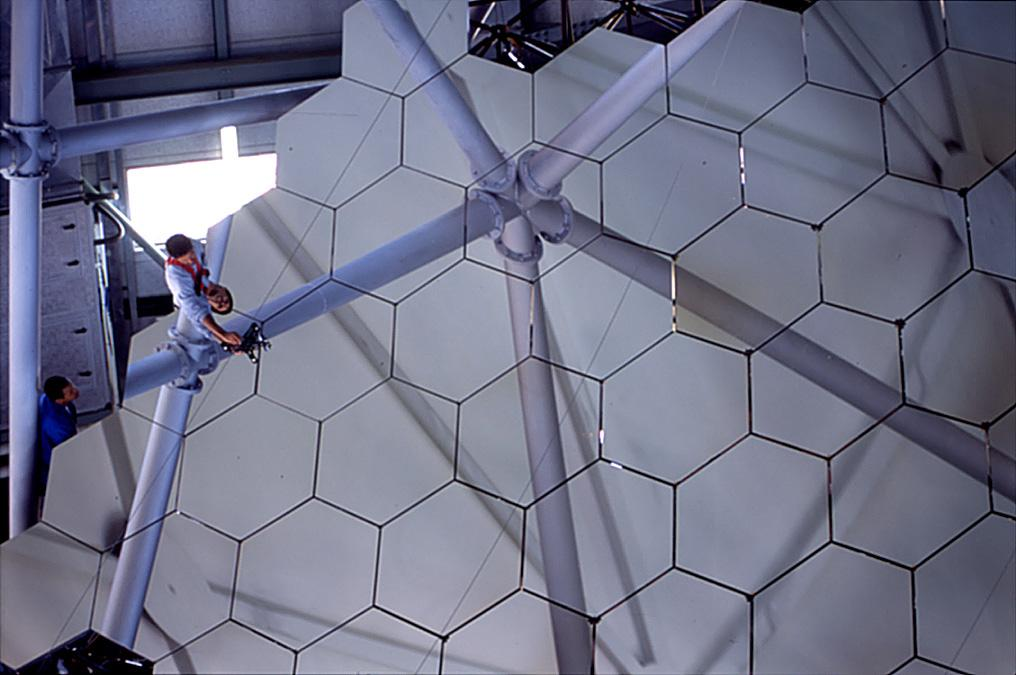
De gesegmenteerde hoofdspiegel van de SALT

De Southern African Large Telescope (SALT) of (Afrikaans: Suider-Afrikaanse Groot Teleskoop} is een grote spiegeltelescoop in Zuid-Afrika. Het observatorium ligt op de Karoo-hoogvlakte op een hoogte van 1.798 m bij de stad Sutherland.

## Constructie
De SALT heeft een kostenbesparende constructie, met een hoofdspiegel van circa 11 m diameter, die bestaat uit 91 afzonderlijke goedkope zeshoekige glazen segmenten van 1 meter doorsnee met bolvormige kromming. Een verschuifbare „tracker” (volger) volgt de beweging van de hemel, terwijl de hoofdspiegel stilstaat tijdens een waarneming. Deze tracker draagt drie van de vier hoofdinstrumenten en de corrector voor de misvorming van het beeld door de bolvormige kromming (sferische aberratie) van de spiegels. De lichtopbrengst van de spiegels komt overeen met die van een conventionele telescoop met een hoodspiegeldiameter van rond de 9 m. SALT is een kopie van de Hobby-Eberly-telescoop: hij heeft een vaste declinatiehoek van in dit geval 37° van het zenith en kan alleen om de verticale as draaien (de azimutale richting).
Het laatste spiegelelement werd geplaatst in mei 2005 en in september van dat jaar werden de eerste opnames gepubliceerd. President Thabo Mbeki opende de telescoop op 10 november 2005. De totale kosten waren minder dan $30 miljoen, terwijl de Very Large Telescope (8,2 m spiegeldiameter) en de Keck Telescopes (10 m) meer dan $100 miljoen kostten.
In SALT werken onderzoeksinstituten uit Zuid-Afrika, Polen, de Verenigde Staten, Duitsland, het Verenigd Koninkrijk en Nieuw-Zeeland samen.

## Doel
- opvullen leemte van telescopen op het zuidelijke halfrond, zodat objecten continue gevolgd kunnen worden
- Waarneming van
  - verschuivingen in sterspectra die op exoplaneten wijzen
  - de verdeling van donkere materie in sterrenstelsels
  - de vorming en groei van sterrenstelsels.

## Type
De hoofdspiegel focusseert het licht op de tracker in het hoofdbrandpunt, waarachter de corrector voor de sferische aberratie, een CCD-camera (SALTICAM), de Robert Stobie Spectrograph (RSS) of andere meetinstrumenten, zoals de High Resolution Spectrometer (HRS) komen.

## Afregeling
Na voltooiing van SALT in 2005 bleken de beelden wazig. Onderzoek wees na negen maanden uit, dat dit niet kwam door de hoofdspiegel. Na nog weer meer dan jaar waren de hulpspiegels, die met micrometer-precisie waren opgehangen, ook vrijgepleit. Ten slotte bleek de wazigheid te komen door de temperatuursbeweging van het metalen skelet van de telescoop, dat zo licht mogelijk gehouden was. In 2010 werd een nieuw skelet aangebracht. De Robert Stobie Spectrograph, bedoeld als de gevoeligste spectrometer in het rand-ultraviolette gebied, presteerde matig. Ook hier was een temperatuurseffect verantwoordelijk: een onvoorziene chemische reactie tussen de vloeistof en het plastic omhulsel van een kussen voor de lenzen produceerde stoffen die ultraviolet licht absorbeerden. Bij herstel in de VS brak een van de lenzen, zodat die moest worden vervangen. De High Resolution Spectrometer kwam uit Durham in Zuid-Afrika aan met een ontwrichte detectorchip in de camera voor blauw licht. De chip werd goedkoop zonder stofvrije ruimte met de hand rechtgezet.